# Hedysarum nonnae
Hedysarum nonnae är en ärtväxtart som beskrevs av Yuriy R. Roskov. Hedysarum nonnae ingår i släktet buskväpplingar, och familjen ärtväxter. Inga underarter finns listade i Catalogue of Life.